# Neodiprion swainei
Neodiprion swainei är en stekelart som beskrevs av David John Middleton. Neodiprion swainei ingår i släktet Neodiprion och familjen barrsteklar. Inga underarter finns listade i Catalogue of Life.